# لوتز هيك
لوتز هيك (بالألمانية: Lutz Heck)‏ هو أحيائي وكاتب ألماني، ولد في 23 أبريل 1892 في برلين في ألمانيا، وتوفي في 6 أبريل 1983 في فيسبادن في ألمانيا.

## وصلات خارجية
- لوتز هيك على موقع IMDb (الإنجليزية)
- لوتز هيك على موقع مونزينجر (الألمانية)